# Vutkovich Sándor (jogtudós)
Ifjabb Vutkovich Sándor (Pécs, 1869. szeptember 2. – Pozsony, 1938. augusztus 8.) jog- és államtudományi doktor, királyi jogakadémiai tanár, útleíró.

## Élete
Idősebb Vutkovich Sándor fiaként született. A Pozsonyi Királyi Jogakadémiában a jog és államtudományi bevezetés, az alkotmány- és kormányzati politika, a magyar közjog és az európai nemzetközi jog rendes tanára, illetve a jog- és államtudományi második alapvizsgálati bizottság elnöke volt. A pozsonyi magyarság társadalmi életében jelentős szerepet játszott.
1938. augusztus 7-én délután fél öt óra tájban a Kalvária-hegyen eszméletlen állapotban találtak rá. Kihívták a mentőket, akik az idős urat beszállították az állami kórházba. Minthogy állapota válságos volt, azonnal értesítették Budapesten tartózkodó feleségét és leányát, hogy térjenek rögtön vissza Pozsonyba, mert a beteg állapota aggodalomra ad okot. A kórházban a leggondosabb ápolásnak vetették alá, de az orvosok fáradozása hiábavaló volt, Vutkovich Sándor 1938. augusztus 8-án hétfőn hajnali 3 órakor a kórházban meghalt. Halálát agyvérzés okozta.

## Művei

### Folyóiratcikkek
Cikkei a Nyugatmagyarországi Hiradóban (1890. 89. sz. Munkácsy Mihály, 138., 139. sz. Gróf Zichy Géza, 1891. 68. sz. Haydn Évszakainak előadása, 1900. 216. Sarah Bernhard «L'Aiglon-»ja, 293. A frankfurti Goethe-ház, 1901. 187. Bayreuth); a Pozsonymegyei Közlönyben (1890. 31-40. sz. Gróf Zichy József chinai útja); jogi dolgozatai a Jogtudományi Közlönyben és a Jogállamban jelentek meg.

### Önállóan megjelent művei
- A miniszteri felelősség. Pozsony. 1894
- A párbaj. Pozsony, 1895
- A felsőházak szervezete a főbb államokban. Pozsony, 1896
- Párisi emlékeimből. Pozsony, 1900
- Oroszországi úti emlékeimből. Pozsony, 1902
- A kötelező szavazás. Pozsony, 1903 (Ism. Budapesti Hirlap 307. sz. Németül: Ford. Rumlik Emil. Pozsony, 1906)
- Miért Wien és nem Bécs? Pozsony, 1904.
- A magyar alkotmányjog. I. kötet. Pozsony, 1904
- Wahlpflicht